# Adjar
Adjar či Adjár (tamilsky அடையாறு, anglicky Adyar) je řeka v indickém svazovém státě Tamilnádu protékající stejnojmennou oblastí. Je dlouhá přes 42 kilometrů. Vytéká z nádrže v Káňčipuramském okrese a teče ne severovýchod, kde protéká jižní částí Čennaí ke svému ústí do Bengálského zálivu.